# شوکو آیدا
شوکو آیدا (انگلیسی: Shoko Aida؛ زادهٔ ۲۳ فوریهٔ ۱۹۷۰) هنرپیشه و خواننده اهل ژاپن است. وی از سال ۱۹۸۸ میلادی تاکنون مشغول فعالیت بوده‌است. از فیلم‌هایی که وی در آن نقش داشته‌است، می‌توان به هانا و آلیس اشاره کرد.